# Therese Malten
Therese Malten, właśc. Therese Müller (ur. 21 czerwca 1855 w Insterburgu, zm. 2 stycznia 1930 w Neu-Zschieren) – niemiecka śpiewaczka operowa, sopran.

## Życiorys
Studiowała w Berlinie u Gustava Edwarda Engela i Richarda Kahlego. Debiutowała na scenie w 1873 roku w Dreźnie rolą Paminy w Czarodziejskim flecie W.A. Mozarta. W 1882 roku gościła w Londynie, gdzie wystąpiła w roli Leonory w Fideliu Ludwiga van Beethovena. W tym samym roku Richard Wagner powierzył jej rolę Kundry w Parsifalu na festiwalu w Bayreuth. Jako Kundry wystąpiła w 1884 roku przed królem Ludwikiem II. W Bayreuth kreowała także role Izoldy w Tristanie i Izoldzie (1886) oraz Ewy w Śpiewakach norymberskich (1888). W 1889 roku występowała wraz z zespołem Angelo Neumanna w cyklu Pierścień Nibelunga w Moskwie i Petersburgu.